# China Railway High-speed
Pour les articles homonymes, voir CRH.
 (février 2024).
Si vous disposez d'ouvrages ou d'articles de référence ou si vous connaissez des sites web de qualité traitant du thème abordé ici, merci de compléter l'article en donnant les références utiles à sa vérifiabilité et en les liant à la section « Notes et références ».
CRH, pour China Railway High-speed (chinois simplifié : 中国铁路高速 ; chinois traditionnel : 中國鐵路高速 ; pinyin : Zhōngguó Tiělù Gāosù ; litt. « trains à grande vitesse chinois ») est la dénomination du service des trains à grande vitesse en Chine, désignant également une gamme de ces trains à grande vitesse.
Depuis 2017, les nouveaux trains de technologies chinoises ont vu le jour et reçoivent une nouvelle dénomination : les trains Fuxing (CR, China Railway). Ils sont destinés à remplacer les trains CRH, issus de technologies étrangères

## Les différents modèles
Tous les trains à grande vitesse chinois ne portent pas la marque CRH. La nouvelle gamme des trains à grande vitesse porte le nom Fuxing (CR). Les passagers sont toujours dans le sens de la marche, comme sur les KTX-II coréens ou tous les Shinkansen japonais. Les sièges pivotent à 180° et sont retournés par le personnel à chaque changement de direction au terminus.

### Hexie (CRH)

Logo des trains Fuxing (CR)

La gamme Hexie (和谐号), signifiant Harmonie, est l'ensemble des trains à grande vitesse de technologies étrangères utilisés depuis le début des lignes à grande vitesse en Chine.
- le CRH1, basé sur le Regina de Bombardier, mis en service en 2007 sur la ligne Canton-Shenzhen
  - le CRH1A
  - le CRH1B
  - le CRH1C et D
  - le CRH1E

- le CRH2, basé sur le Shinkansen E2 et mis en service en 2007 sur la ligne Shanghai-Nankin ;
- le CRH3 basé sur le Velaro de Siemens et mis en service en 2008 sur la ligne Pékin - Tianjin ;
- le CRH5 basé sur le nouveau Pendolino d'Alstom et mis en service sur la ligne Shijiazhuang - Taiyuan.
- le CRH380, basé sur les versions précédentes, est le train le plus rapide de Chine en 2021. Il a été mis en service en 2010 sur les lignes Shanghai - Hangzhou, Wuhan - Canton et Shanghai - Pékin.

- le CRH500, en phase d'essais depuis décembre 2011, est conçu par la CSR Corporation Limited basé sur le 380A. Le CRH500 serait capable de rouler à une vitesse supérieure à 500 km/h. S'inspirant de la forme d'une ancienne épée traditionnelle, sa carrosserie est en plastique renforcé de fibres de carbone[1],[2].

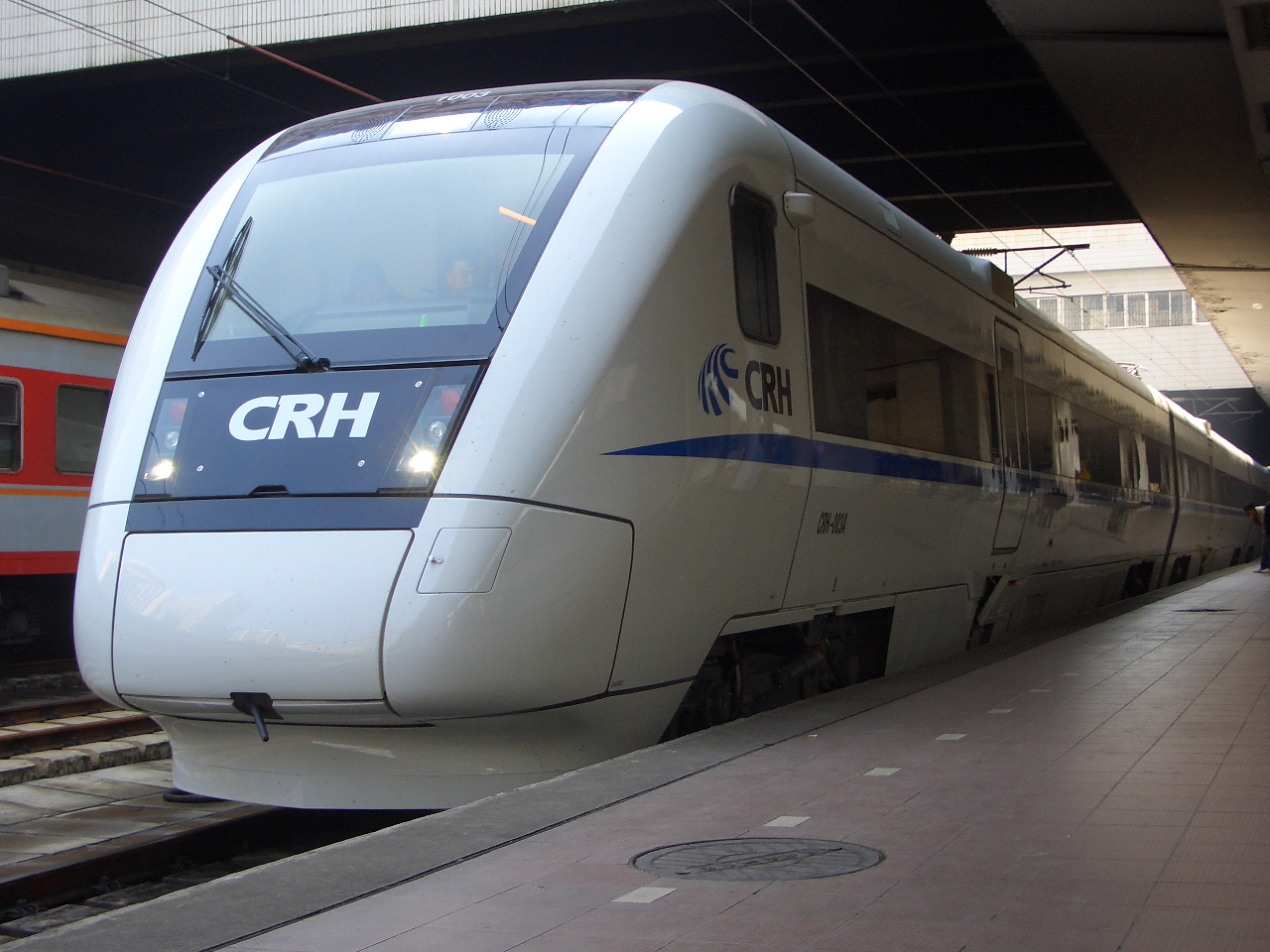
CRH1
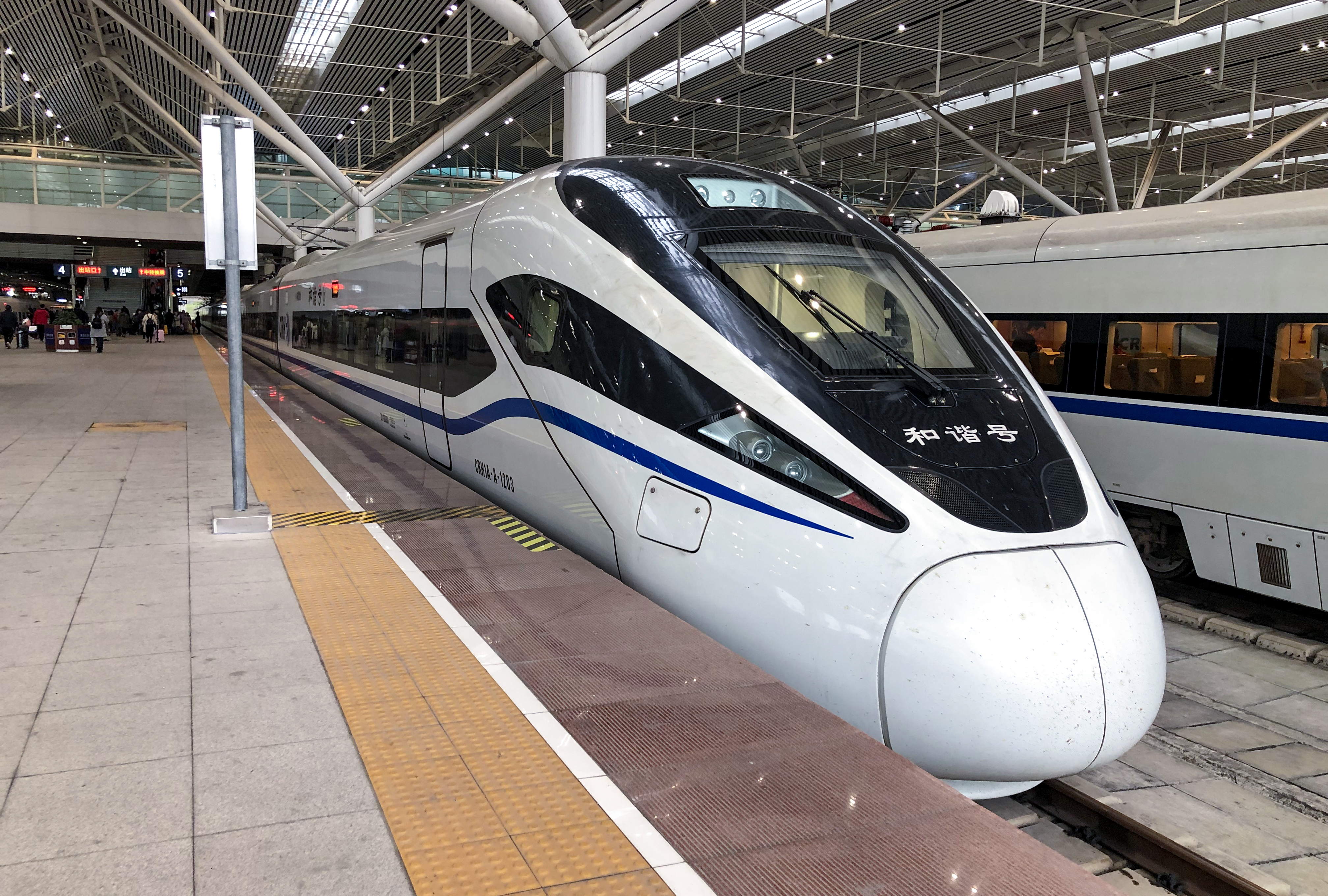
CRH1A
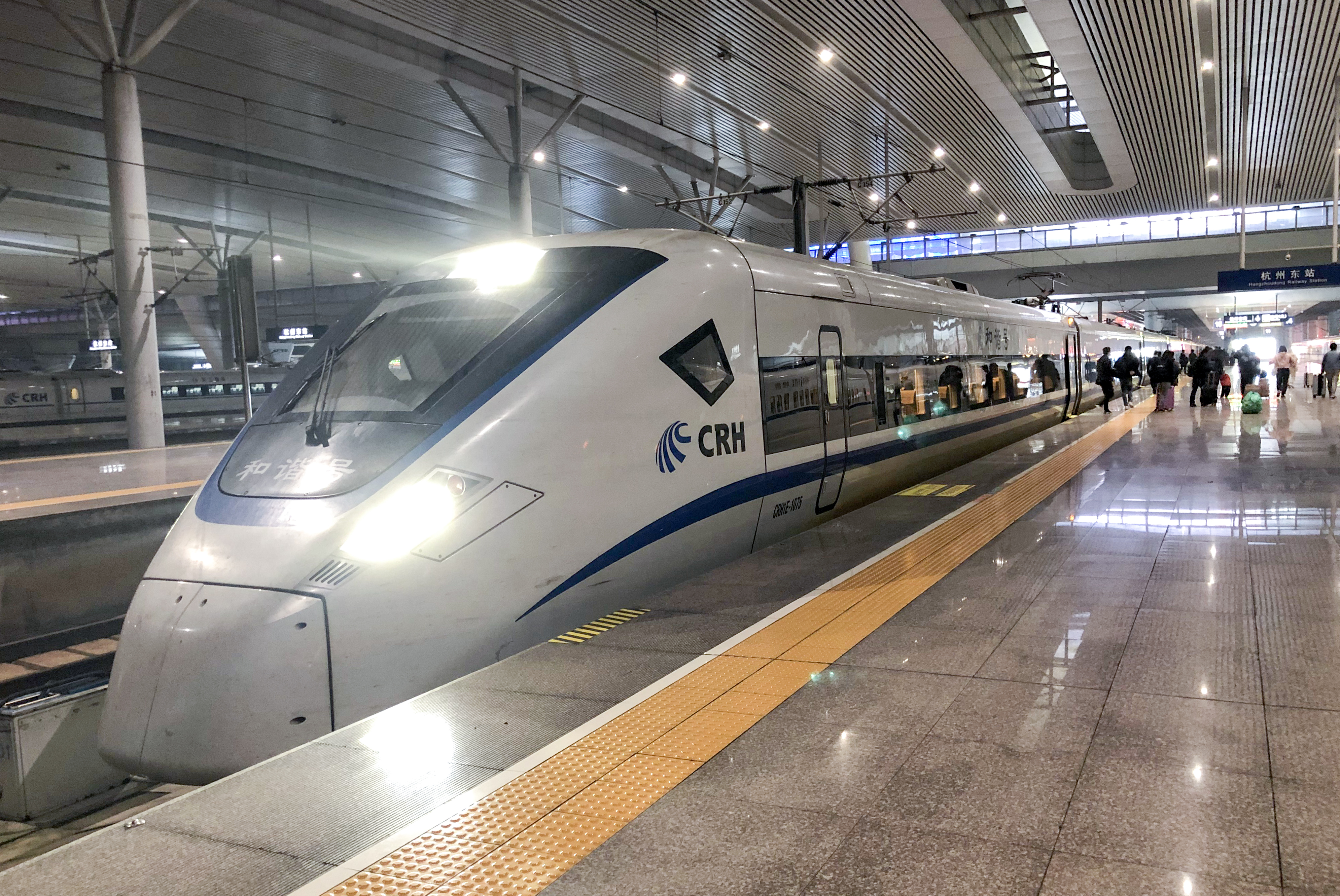
CRH1E
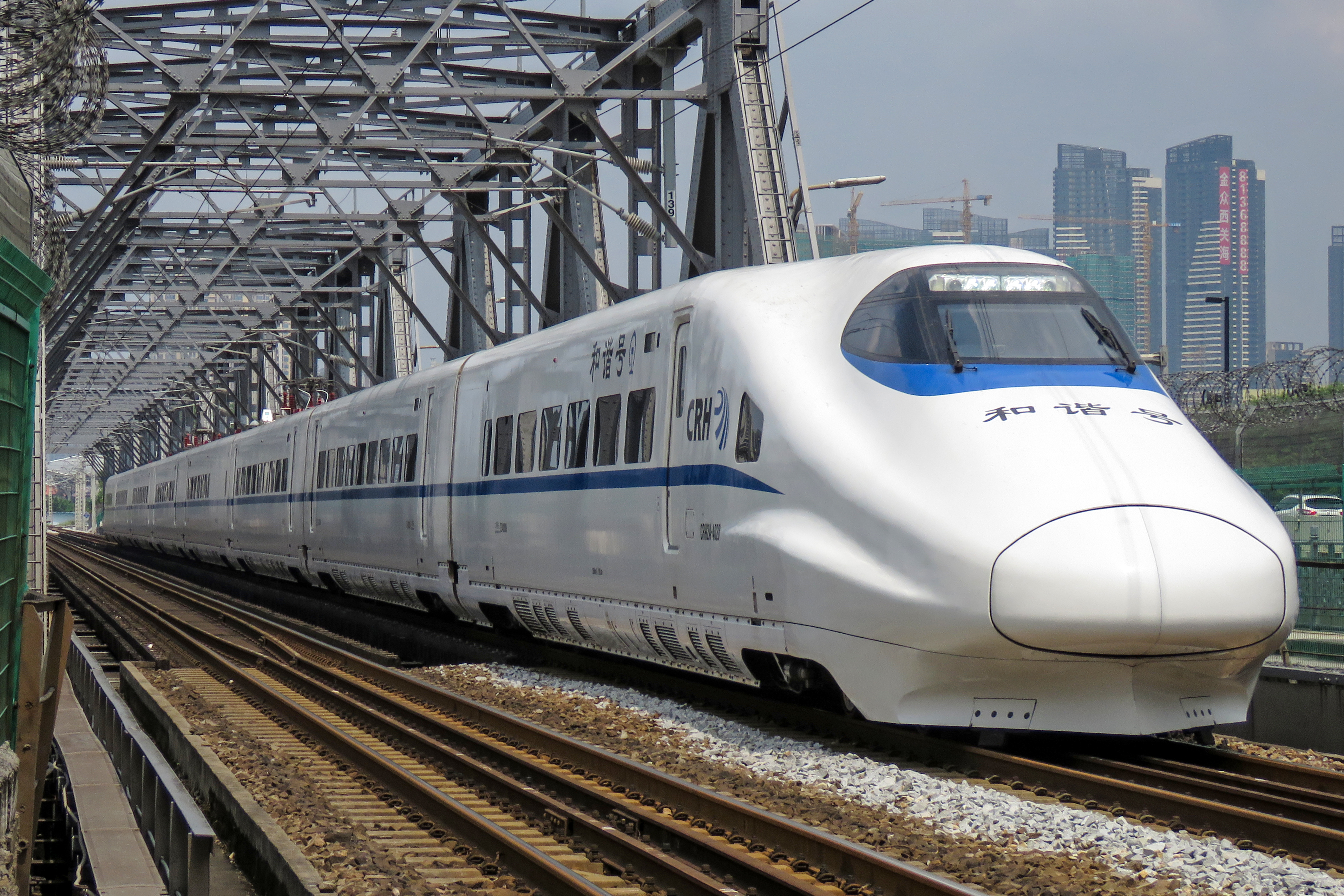
CRH2
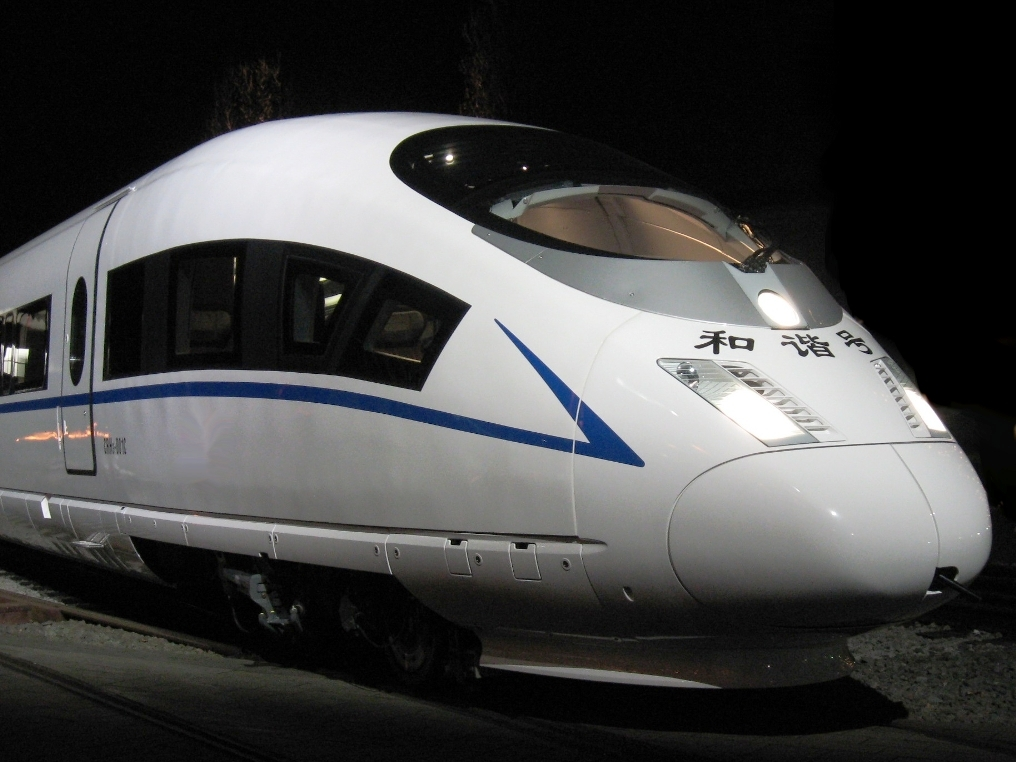
CRH3
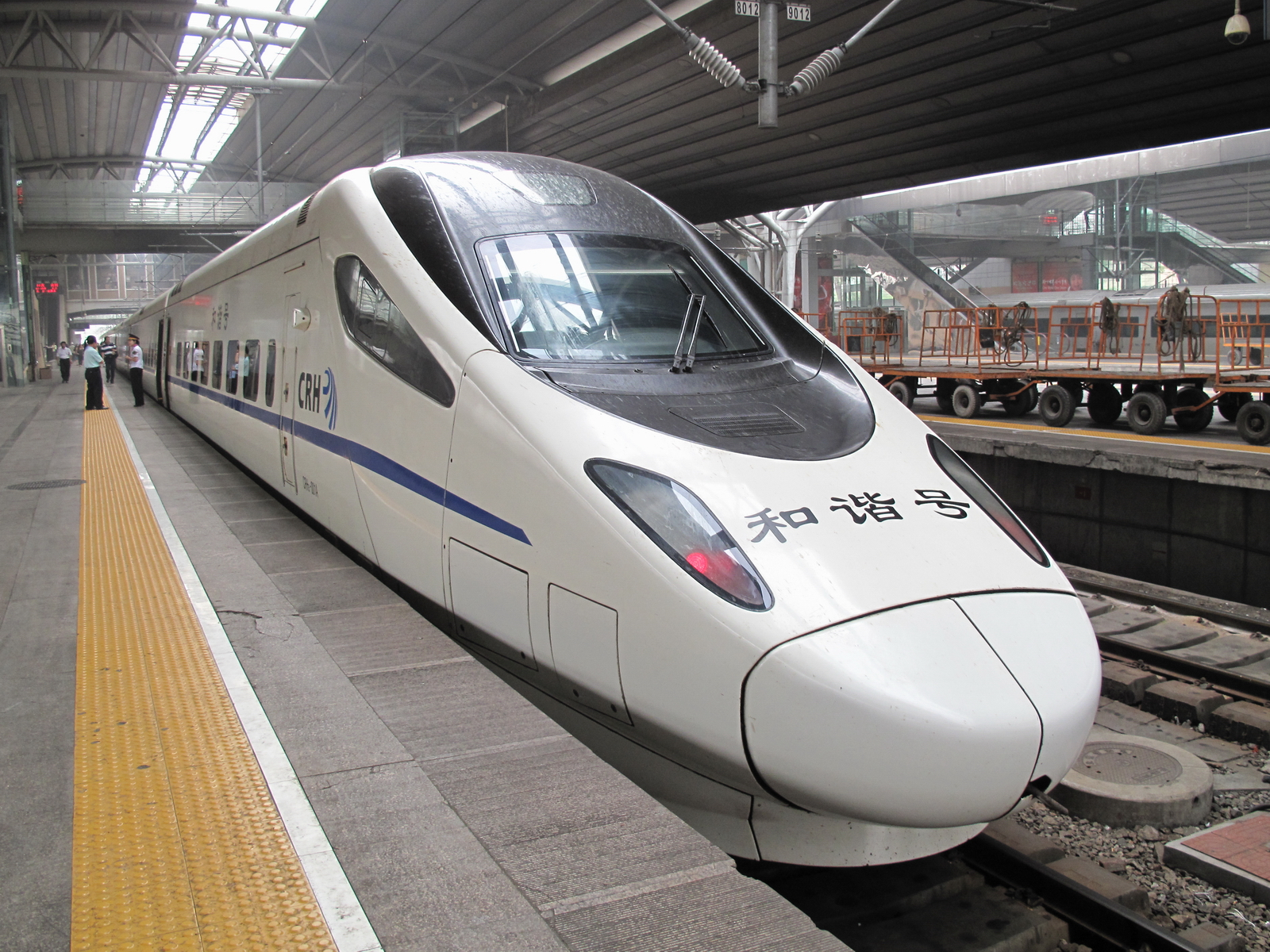
CRH5
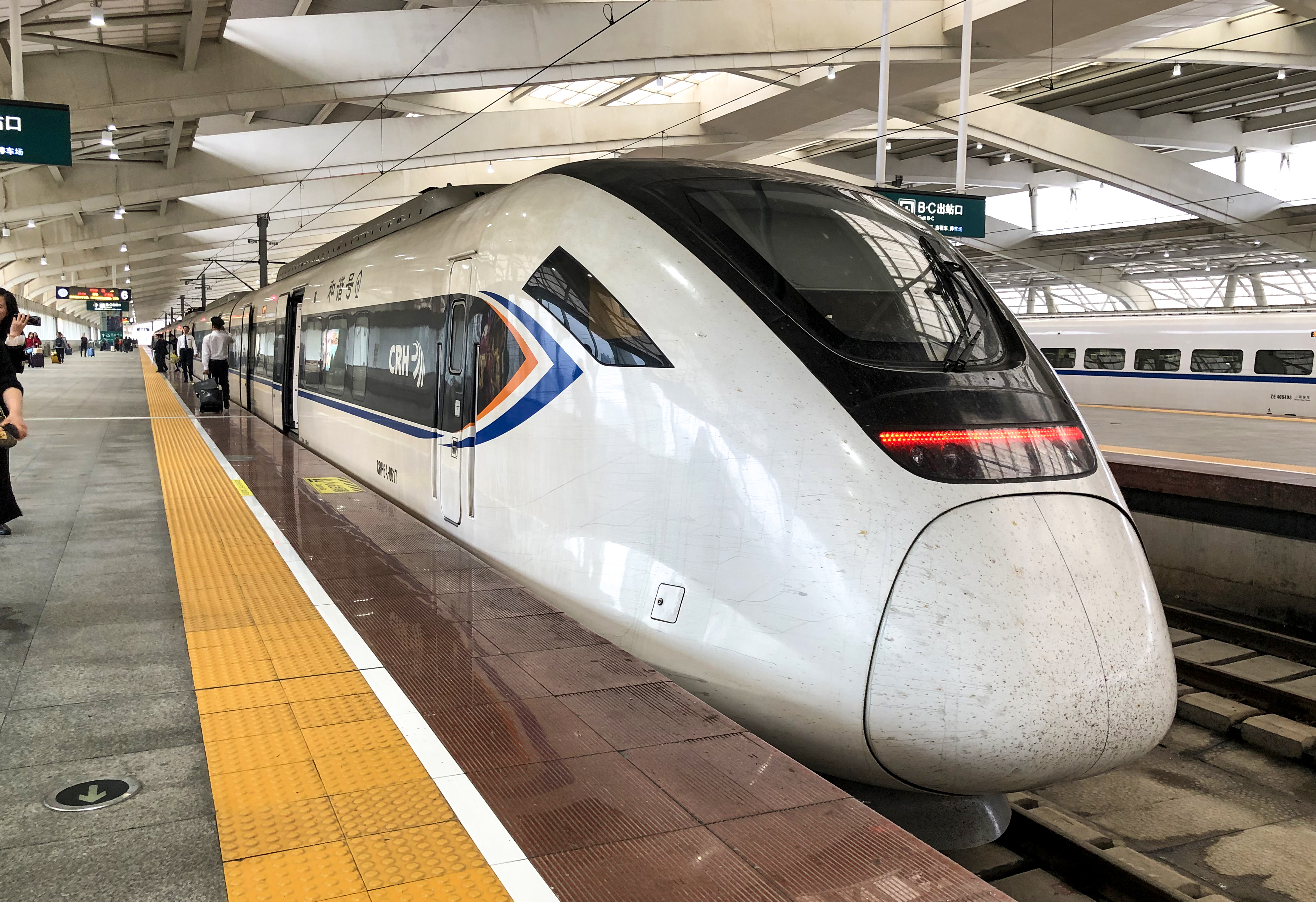
CRH6A
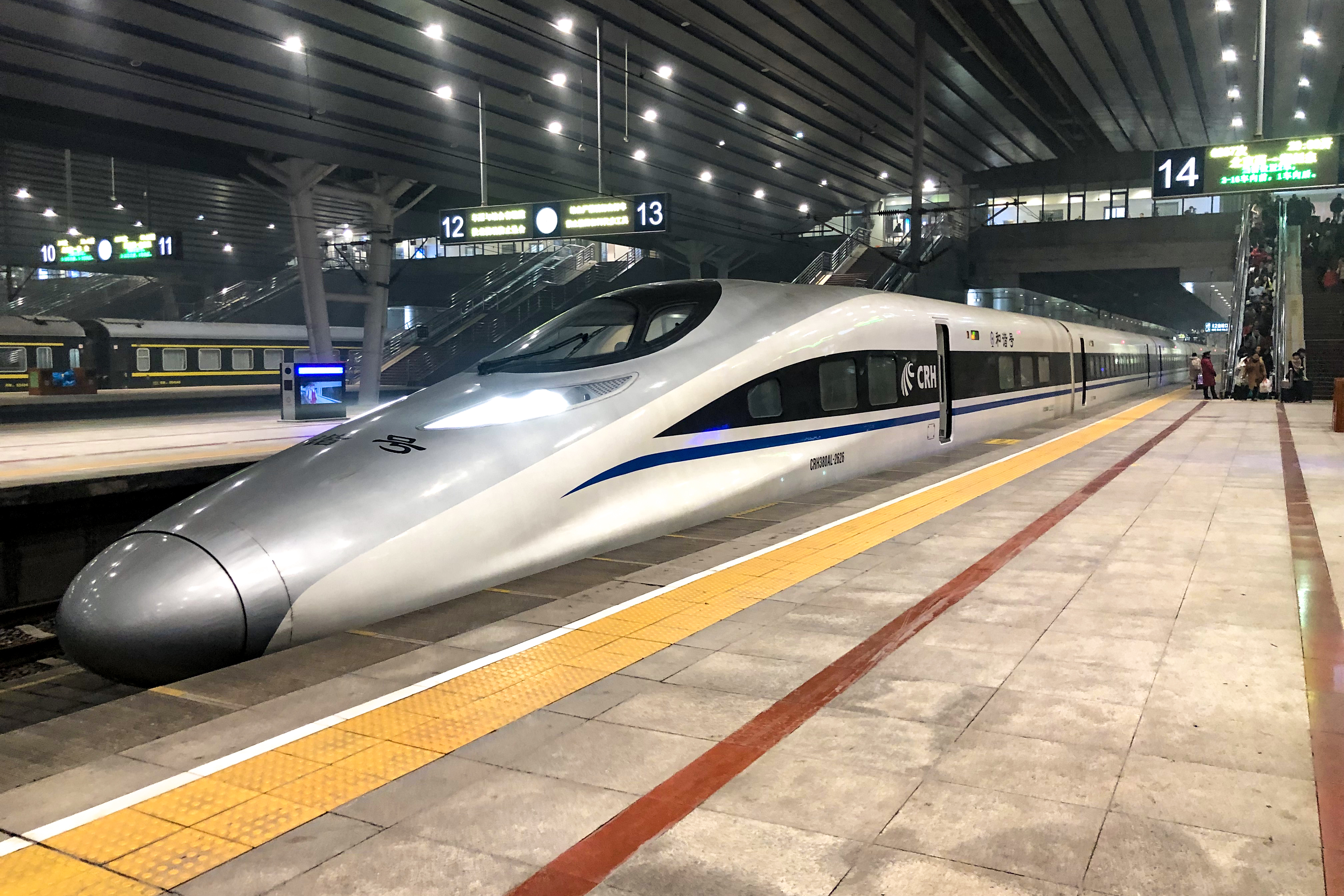
CRH380A
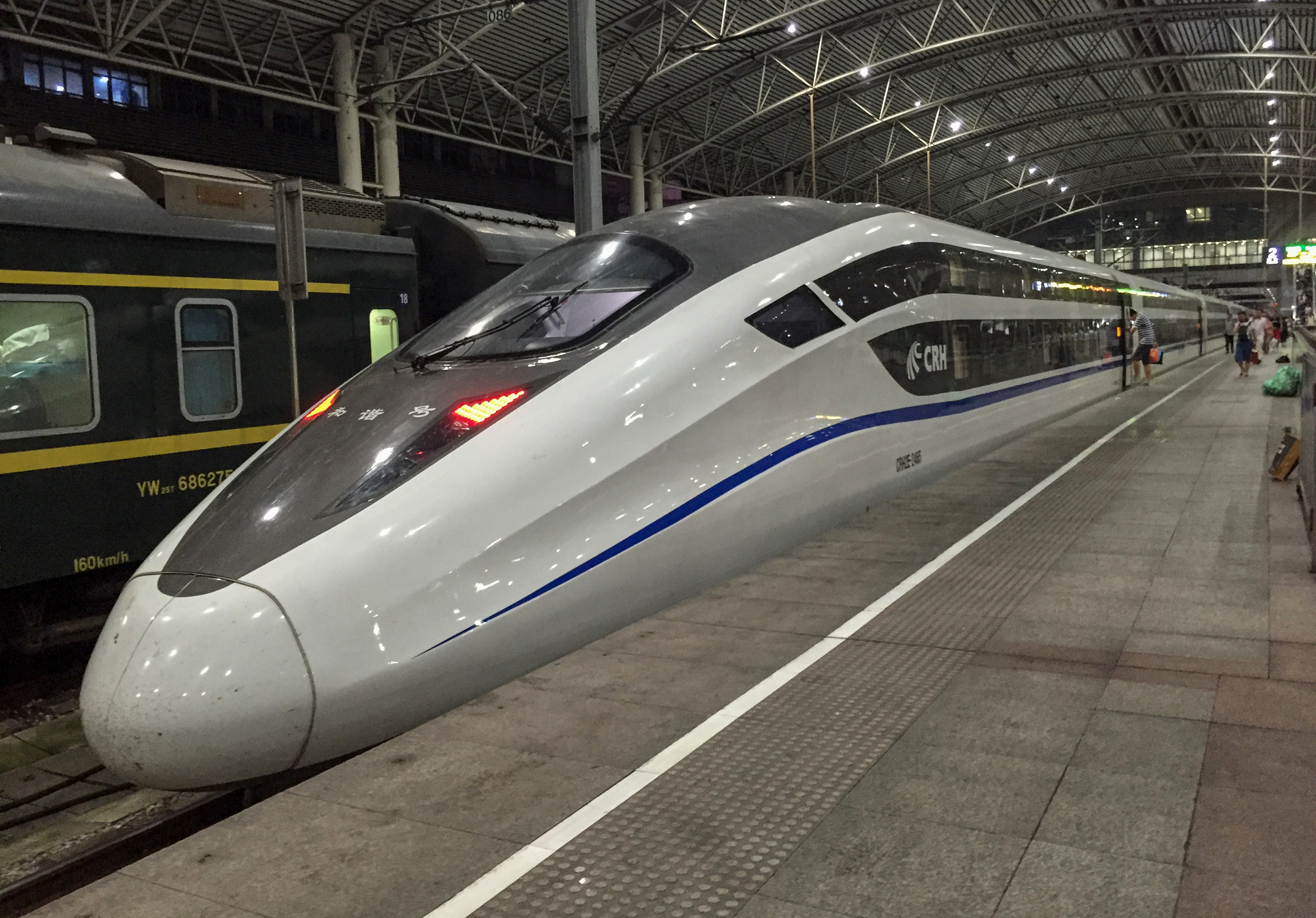
CRH2E (deux étages trains couchettes)
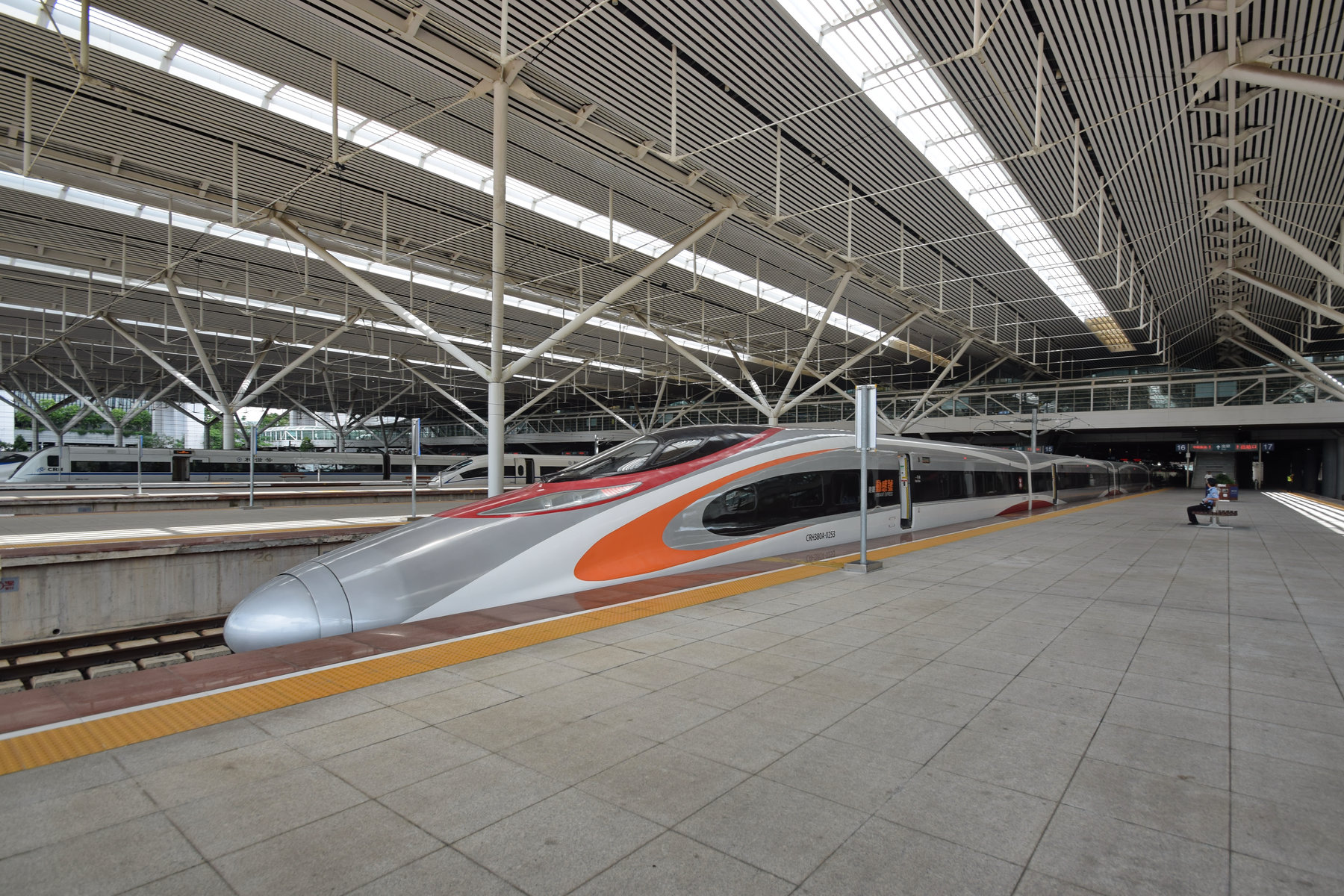
CRH380 - Hong Kong MTR

### Fuxing (CR)
La gamme Fuxing (复兴号), signifiant Renaissance, est l'ensemble des trains à grande vitesse de technologies chinoises en service sur les lignes à grande vitesse en Chine, depuis 2017.
- le CR400, vitesse commerciale de 350 km/h maximum
- le CR300, vitesse commerciale de 250 km/h maximum

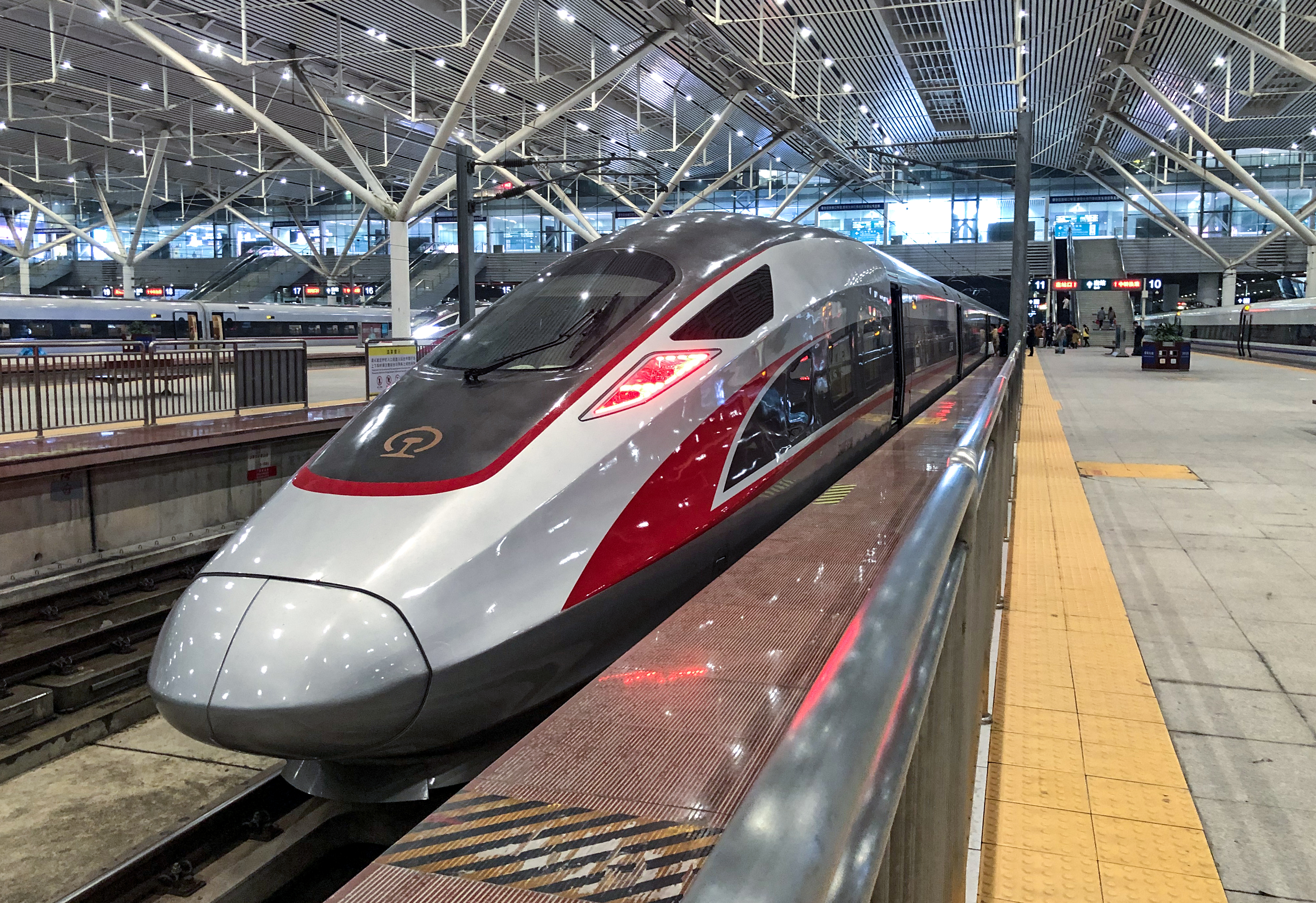
le CR200J, vitesse commerciale de 160 km/h maximum  - Fuxing CR400AF
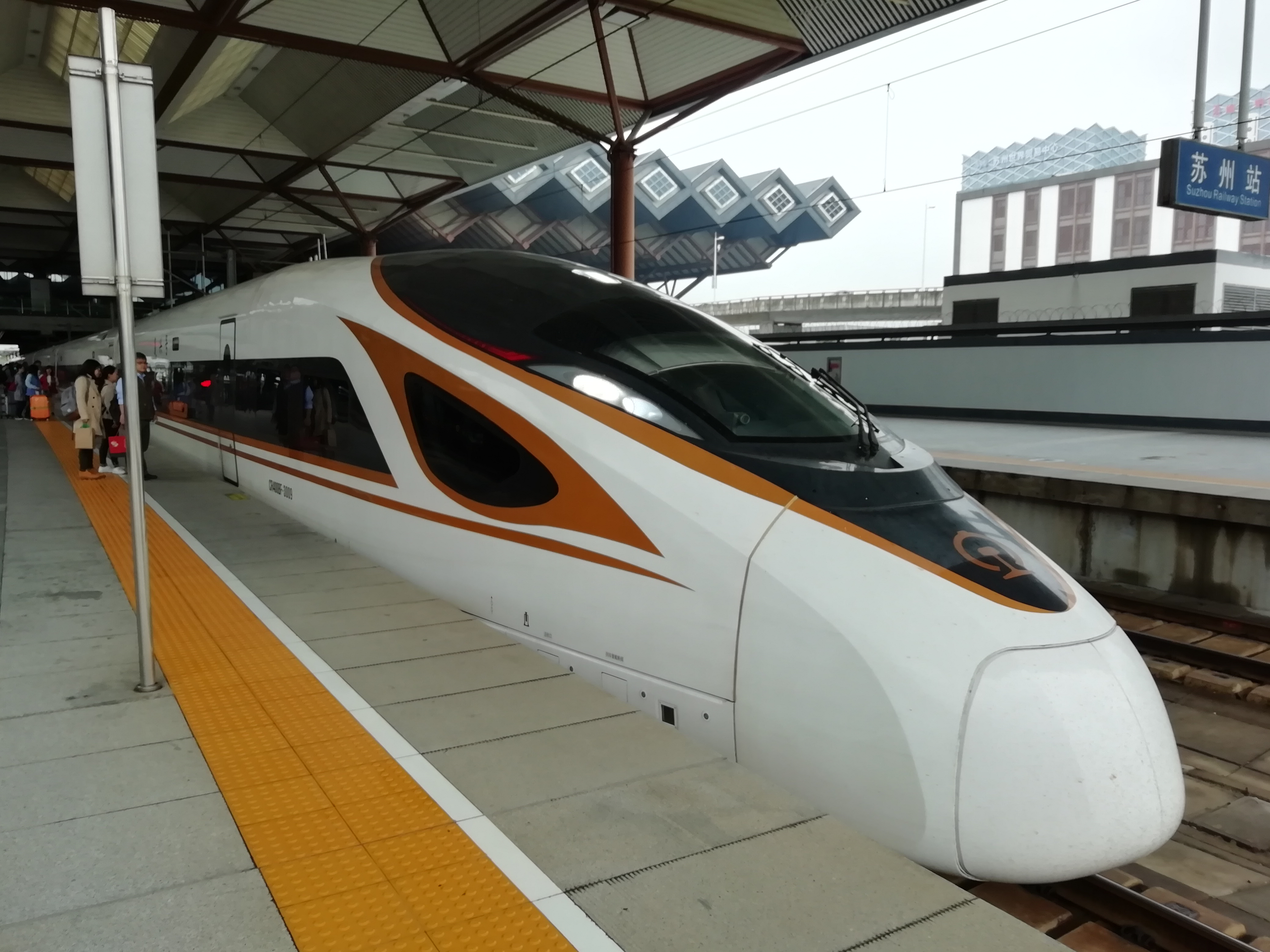
Fuxing CR400BF
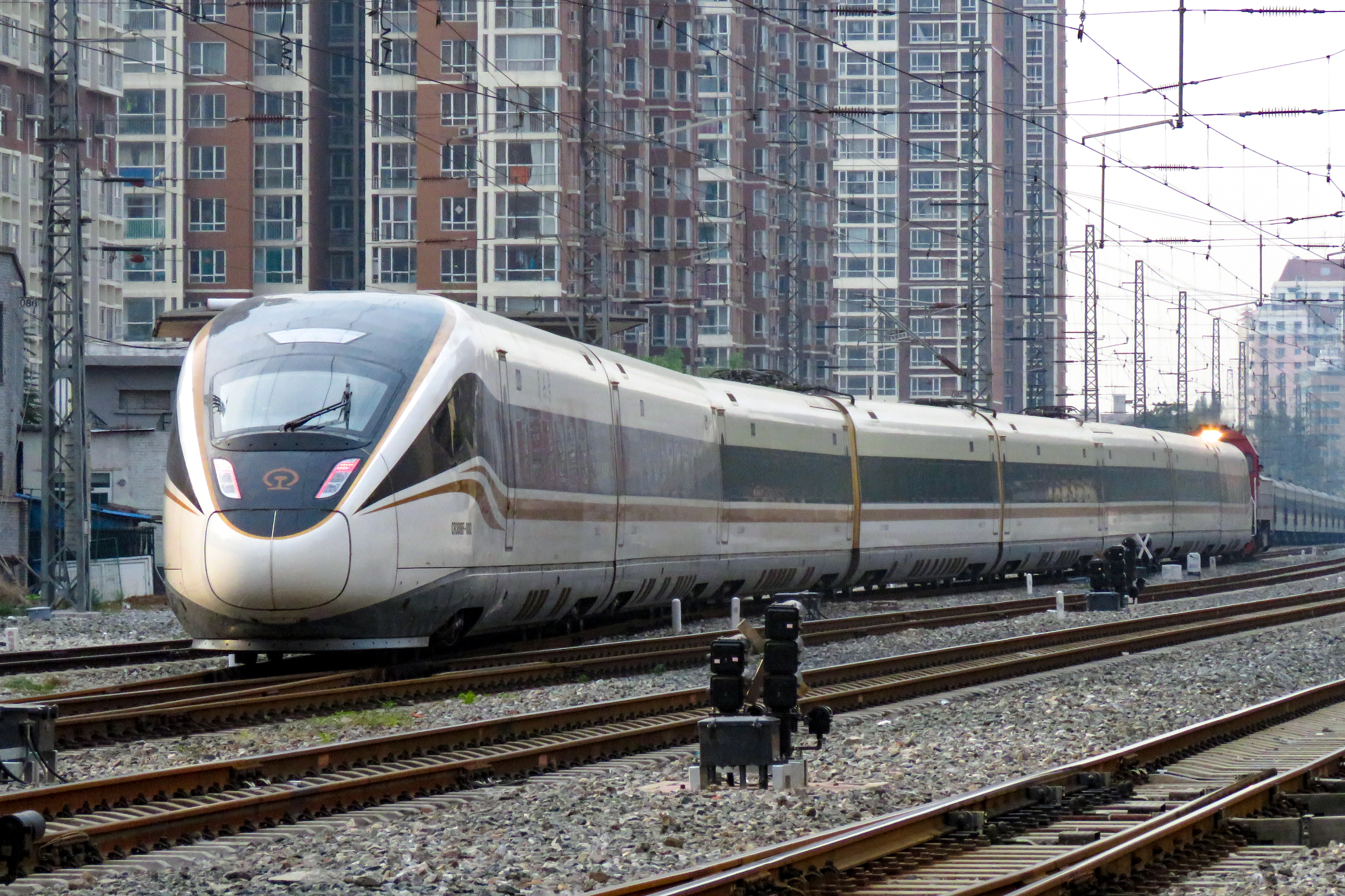
Fuxing CR300BF
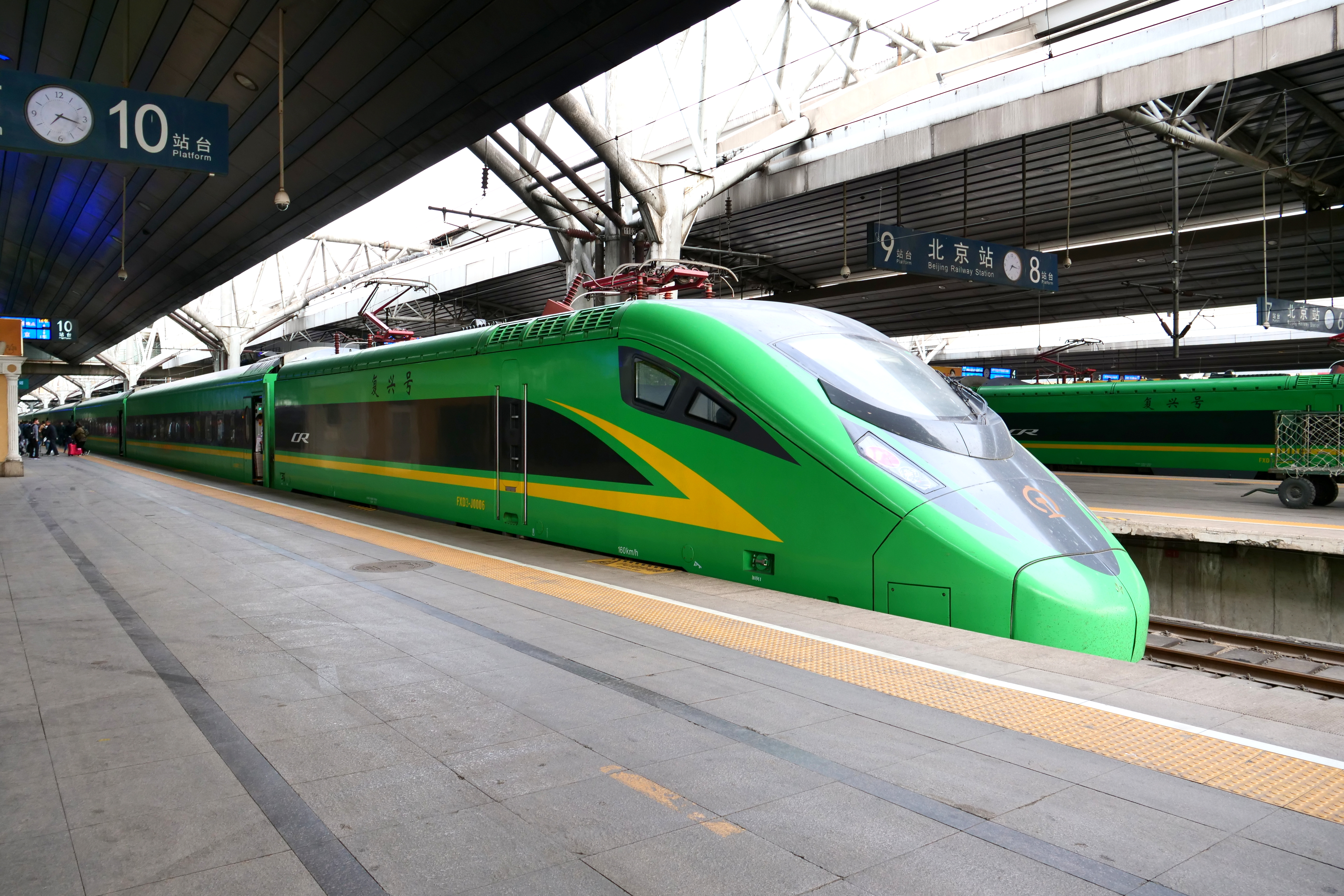
Fuxing CR200J
  - Fuxing CR400BF
  - Fuxing CR300BF
  - Fuxing CR200J